# Hüllblatt

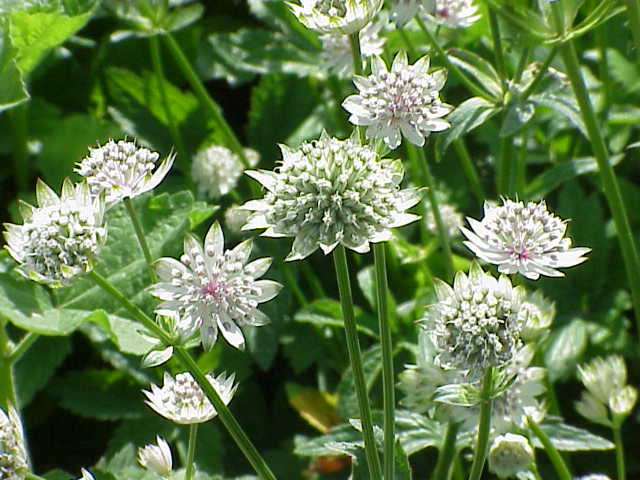
Blütenstand der Großen Sterndolde (Astrantia major), bei der die Hüllblätter als Schauapparat dienen.

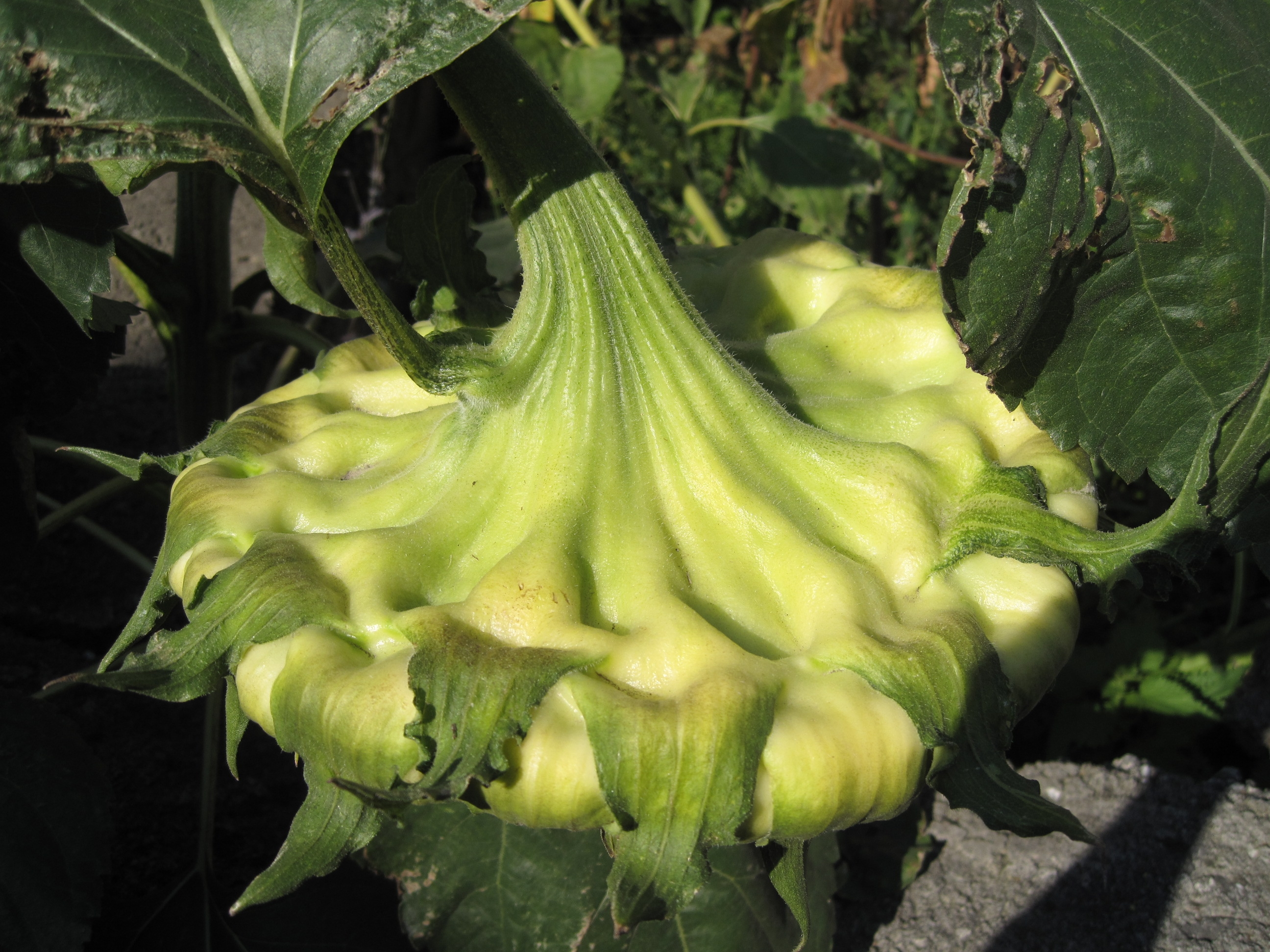
Kranzförmig um den Teller herum verlaufende Hüllblätter am Boden des Blütenkorbes einer Sonnenblume.

Hüllblätter oder Involucralblätter sind bei Blütenpflanzen spezielle Hochblätter, die meist zu mehreren einen Blütenstand, wie Korb, Dolde oder Cyathium umgeben. Die Gesamtheit der typischerweise zu (Schein-)Wirteln genäherten Hüllblätter eines Blütenstandes heißt Involucrum (Hüllkelch) der Köpfchen- und Körbchenblütenstände; auch Involukrum. Seltener sind auch Einzelblüten von Hochblättern umgeben, etwa bei den Küchenschellen (Pulsatilla) oder Leberblümchen (Hepatica). Umgeben sie eine Einzelblüte mit Kelch, wie bei Malven (Malva) und Skabiosen (Scabiosa), wird das Involucrum Außenkelch oder Hüllkelch genannt.
Familien, die Hüllblätter bilden, sind besonders die Korbblütler (Asteraceae), die Kardengewächse (Dipsacaceae) und die Doldenblütler (Apiaceae). Bei den Doldenblütlern werden die Hochblätter der Dolden als Hülle (Involucrum) bezeichnet, die der Döldchen in einer Doppeldolde als Hüllchen (Involucellum). In manchen Fällen ist das Involucrum zu einem Schauapparat umfunktioniert, wie bei der Großen Sterndolde (Astrantia major), wo es auffällig gefärbt ist und der Anlockung der Bestäuber dient. Bei den Kletten (Arctium) sind die Hüllblätter zur Klettvorrichtung umgebildet, sodass sie am Fell von Tieren anhaften und so der Ausbreitung dienen.